# Sud-Aviation SA315B Lama
Pour les articles homonymes, voir Lama.
 (mai 2019).
Si vous disposez d'ouvrages ou d'articles de référence ou si vous connaissez des sites web de qualité traitant du thème abordé ici, merci de compléter l'article en donnant les références utiles à sa vérifiabilité et en les liant à la section « Notes et références ».
Le Sud-Aviation SA315B Lama est un hélicoptère de transport français polyvalent dérivé de l'Alouette II. Il est détenteur du record d'altitude en hélicoptère à 12 442 m.

## Historique
Conçu à l'origine pour les forces armées indiennes, en 1968, et destiné aux vols à très haute altitude et fortes températures, le Sud-Aviation SA 315B Lama combine la cellule renforcée de l'Alouette II avec les équipements du SA 316B Alouette III, dont le moteur Artouste et son rotor. Le prototype du SA 315 vola le 17 mars 1969 et reçut son certificat de navigabilité le 30 septembre 1970. Le nom de Lama lui fut attribué par son constructeur en juillet 1971. Durant ses essais, le Lama établit des records d'altitude et de maniabilité (cf. Performances de l’appareil). Ses exploits et la réputation bien établie en matière de sécurité par ses cousins, les Alouette II et III, assurèrent au Lama une excellente image de marque sur le marché international. Dès 1971, des négociations furent menées avec HAL à Bangalore, en Inde pour la construction sous licence du SA 315B. Le premier Lama assemblé en Inde prit l'air le 6 octobre 1972, les livraisons commençant en décembre 1973. Et la firme HAL rebaptisa ses hélicoptères Cheetah.
En 1978, un contrat fut signé entre l'Aérospatiale et Helibras, au Brésil, pour l'assemblage du SA 315B, débouchant ultérieurement sur une construction sous licence (HB 315B Gaviao).

## Performances de l'appareil
Dès le départ, le SA 315B fit la démonstration de ses capacités de transport de charges en altitude. Ainsi, au cours de vols de démonstration dans l'Himalaya, en 1969, un SA 315B chargé de deux membres d'équipage et de 120 kg de carburant atterrit et redécolla à 7 500 m, altitude encore jamais atteinte dans de telles conditions.
Le 21 juin 1972, un Lama avec son seul pilote à bord (Jean Boulet) s'adjugea un record absolu d'altitude pour hélicoptère avec 12 442 m. Ces performances sont tout indiquées pour les régions montagneuses : le Lama peut ainsi transporter des charges extérieures de 1 000 kg jusqu'à 2 500 m d'altitude. Son atterrisseur universel est encore l'un de ses atouts : les patins, munis de roues amovibles pour les manœuvres au sol, peuvent être remplacés par des flotteurs. Enfin, un dispositif d'urgence permet au Lama de flotter sur l'eau en cas de besoin ou d’accident.

## Applications
Semblable aux Alouette, le SA 315B peut être adapté à diverses utilisations commerciales, tels le transport de passagers ou le travail agricole, tandis que les versions militarisées peuvent tout aussi bien servir à la liaison, à l'observation, à la photographie aérienne, à la recherche en mer (160 kg peuvent être soulevés par treuil), au transport (1 135 kg de fret), à l'évacuation sanitaire (deux brancards et un infirmier) et à bien d'autres tâches.
En outre, pour les travaux agricoles, il est doté d'un dispositif muni d'une pompe électrique capable de répandre sur des cultures 455 litres de produits chimiques par minute.

## Versions

### HAL Cheetah
En 1971 furent finalisés entre Sud-Aviation et HAL des accords de licence. Le premier Lama assemblé dans l’usine de Bangalore prit l’air le 6 octobre 1972 et les livraisons débutèrent en décembre 1973.

### HAL Lancer
Il s'agit d'une militarisation du HAL Cheetah produit par HAL. Un blindage de la verrière frontale et des sièges est ajouté. Il peut être équipé de 2 nacelles contenant 3 roquette de 70 mm et une mitrailleuse 12,7 mm.

### HAL Cheetal
Il s'agit d'une modernisation du HAL Cheetah produit par HAL. Le turbomoteur Artouste-IIIB est remplacée par un turbomoteur Turbomeca TM333–2M2. L'électronique du turbomoteur (FADEC) est aussi modifiée.

### HB 315B Gaviao
Il a été produit sous licence au Brésil par Helibras (en), qui acheta la licence en 1978.

## Utilisateurs

### Civils
- Autriche
- Canada
- Chili
- Colombie
- États-Unis

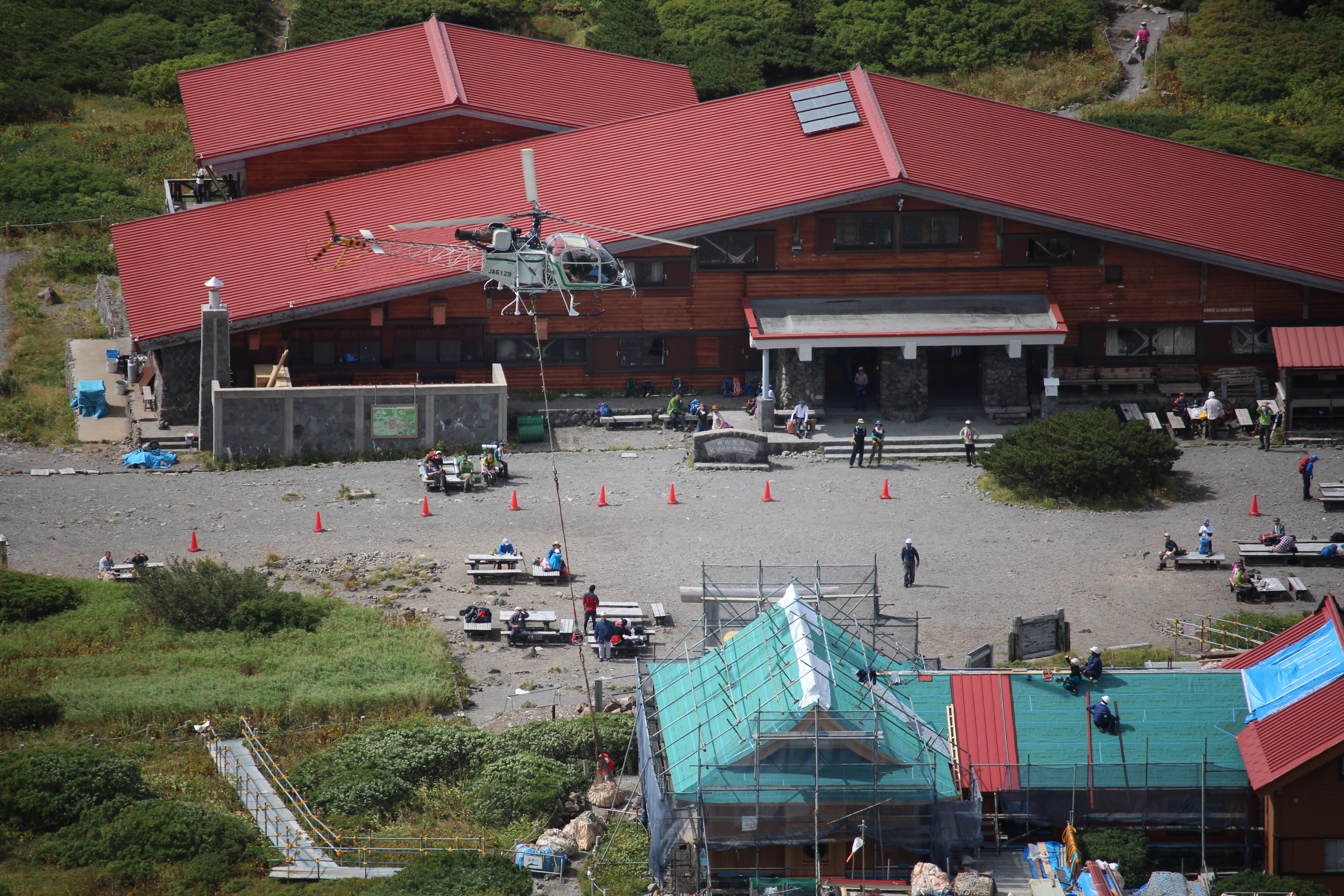
Un Lama en plein travail aérien à Murodō (Mount Haku) au Japon en 2015.

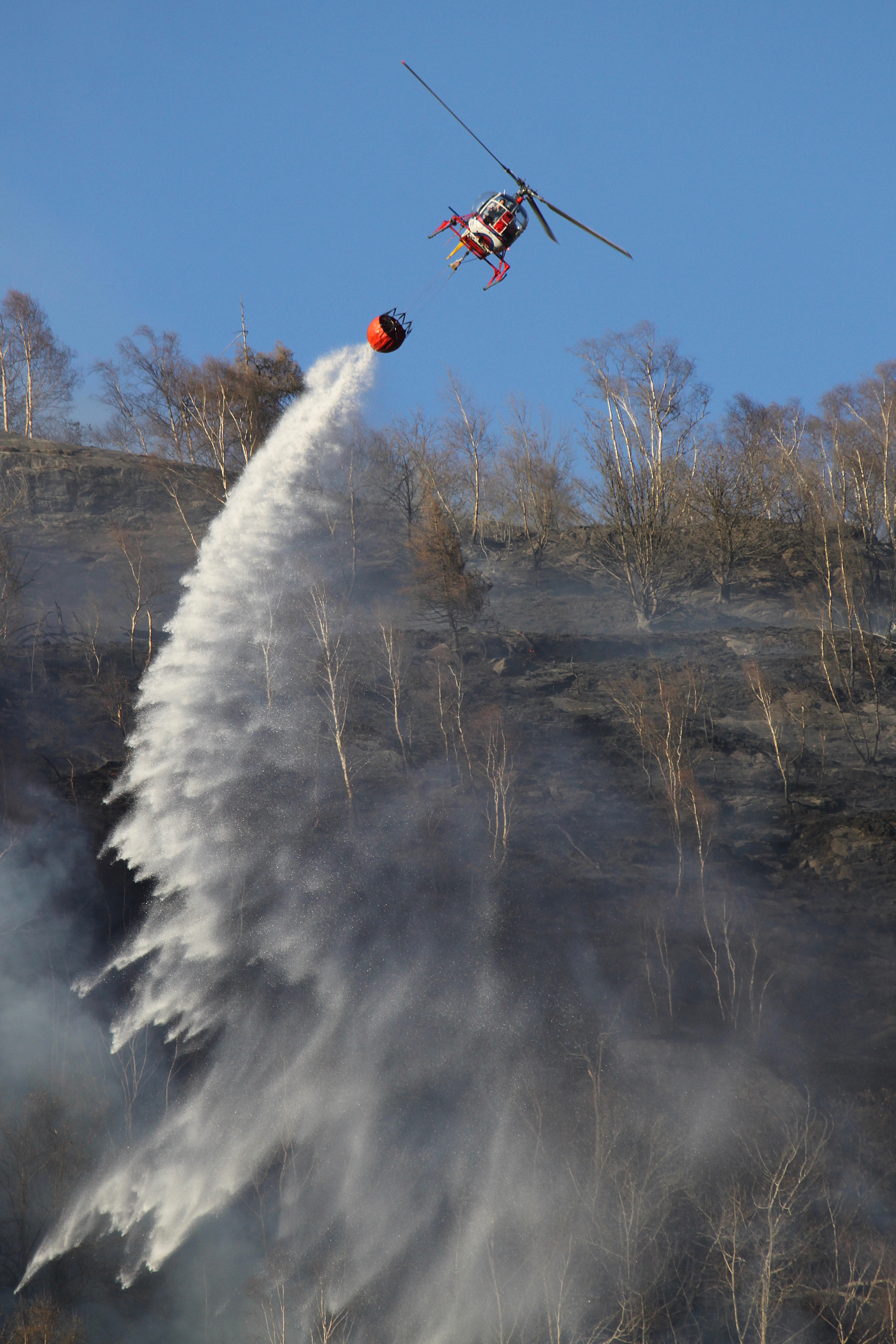
Un Lama d'Heli-TV luttant contre un feu de forêt à Tegna en Suisse en 2016.

- France : 15 SA 315B sont immatriculés en France en 2019[3] ; trois à l'aéroport de Pau-Pyrénées, deux à Lognes-Émerainville (Heli Technique), à l'héliport de Paris - Issy-les-Moulineaux (Héli-Union) et à l'aéroport de Toussus-le-Noble, un à Annemasse, à Aix-les-Bains-Chambéry, à Esine (Italie), à Gap - Tallard et à Montpellier - Candillargues.
- Italie
- Iran
- Japon Akagi Helicopter :6 SA 315 B
- Norvège
- Nouvelle-Zélande
- Pérou
- Salvador
- Suisse : 12 SA 315B Lama sont immatriculés en Suisse début 2021, dans des sociétés spécialisées dans le travail aérien et le secours en montagne[4].
  - Air Glaciers : 4 SA 315B Lama - retiré en mai 2021[5]
  - Air Zermatt : 1 SA 315B Lama
  - Helikopter-Service Triet : 3 SA 315B Lama, Altenrhein
  - Heli-TV : 4 SA 315B Lama, Lodrino

### Militaires

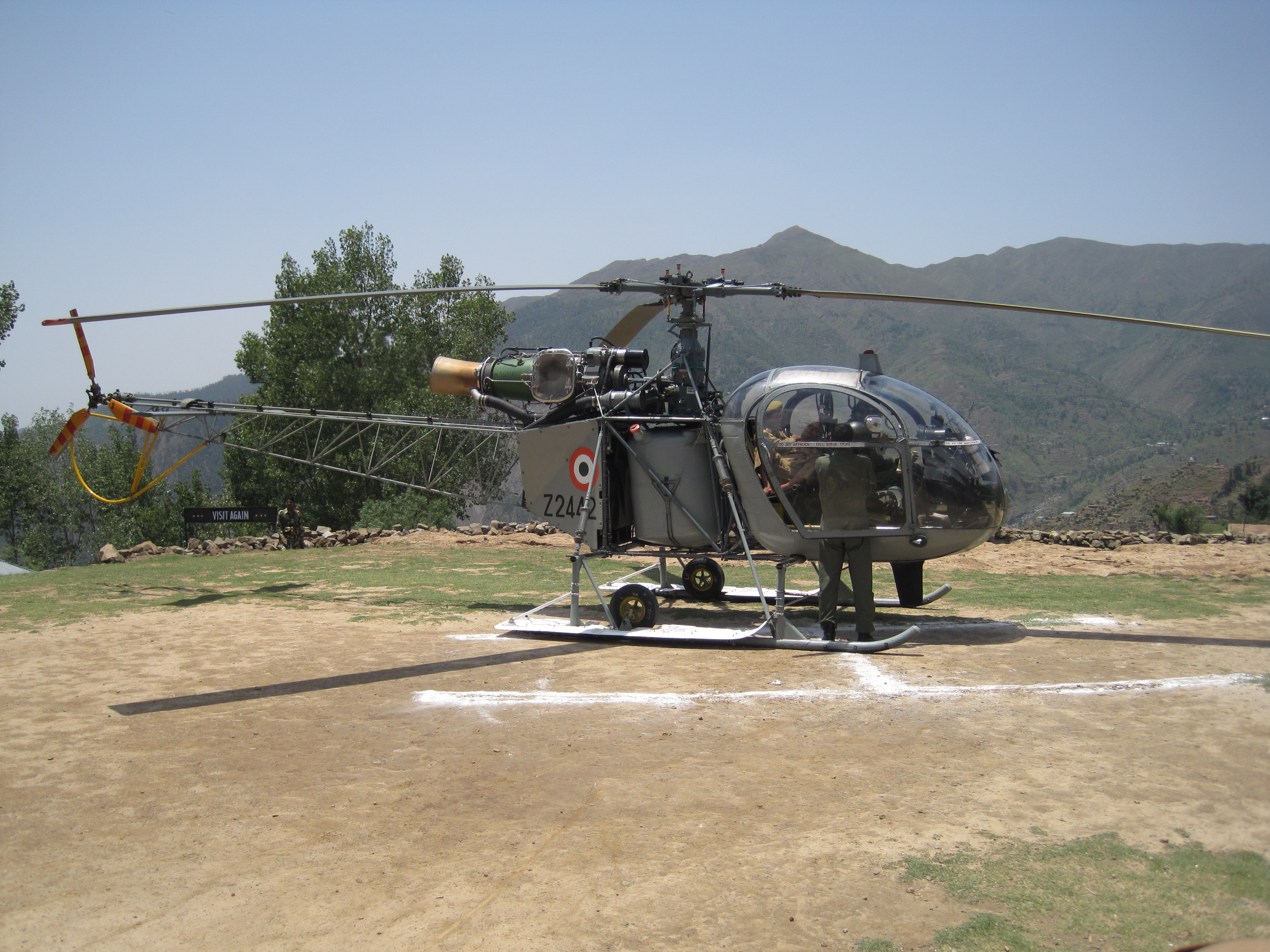
Un Cheetah de la force aérienne indienne en 2010.

- Afghanistan Force aérienne afghane : 3 HAL Cheetah depuis 2014
- Argentine
  - Force aérienne argentine : en tout 17 Aérospatiale SA 315B Lama (H-61 à H-67) dont 6 exemplaires reçus en 1973 et 3 transférés de la Gendarmerie, 9 détruits dans des accidents, 1 en service. Trois ou quatre SA.315B ont été mis en service en 1973 à la BA VII de Mariano Moreno. En 1977 ils ont été transférés à la BA IV et un appareil civil supplémentaire a été acheté en 2001 aux États-Unis. À partir de 1997, ils ont été transférés à l’Escuadrón III du Groupe de Chasse 4, stationné à Mendoza, bien qu’étant utilisés pour des missions sanitaires et SAR. 4 estimés en service en 2022, immatriculés H-63, H-64, H-68 et H-69.
  - Armée de terre : 6 Aérospatiale SA 315B Lama (AE-385 à AE-390) reçu en 1975, le Bataillon d’Aviation de Combat 601 de Campo de Mayo prend en compte 6 SA.315B en 1986. 2 estimés en service en 2022, immatriculés AE-387 et AE-390. Six au total fin 2022 qui doivent être remplacés par 6 Bell 407GXi livrables à partir du second trimestre 2023[6].
  - Gendarmería Nacional Argentina : 6 Aérospatiale SA 315B Lama (GN-912 à GN 917) reçu en 1978, 2 écrasés, 3 transférés à la force aérienne
- Équateur Aviation de l'armée de terre équatorienne : 8 Aérospatiale SA 315B Lama. En 1997, l’Escuadrón de Combate 2212 de Guayaquil dispose de trois SA.315B.1 en service début 2019[7]
- Inde
  - Force aérienne indienne : 60 HAL Cheetah (SA.315B Lama), 11 en service. 10 HAL Cheetal en cours de livraison depuis 2021[8]
  - Corps d'aviation de l'Armée indienne : 50 HAL Cheetah, 47 en service[Quand ?]. 20 HAL Cheetal sont commande en 2013 pour une livraison à partir de 2015, 12 HAL Lancer[Quand ?]. Les Cheetal sont utilisés pour ravitailler les postes d’observation avancés dans les zones de conflit hindo-sino-pakistanais de l’Himalaya au Cachemire[9].
- Namibie Force aérienne namibienne : 3 HAL Cheetah depuis novembre 1994, 1 en service
- Pakistan Armée pakistanaise : 17 Aérospatiale SA 315B Lama, 12 en service. En 2002 l’escadron d’aviation d’armée no 8 dispose d’une douzaine de SA.315B stationnés à Qasim, Rawalpindi.
- Togo Armée de l'air togolaise : 2 Aérospatiale SA 315B Lama depuis 1978, 1 en service

## Anciens utilisateurs

### Civils
- États-Unis : Evergreen Helicopters : 6 SA 315B
- Suisse : En 2019, 71 immatriculations (plus les 14 actuelles) avaient été attribuée à des Lama de sociétés spécialisées dans le travail aérien et le secours en montagne; notamment Air Glaciers, Air Grischa Helikopter, Air Zermatt, BOHAG, Eliticino, Heli Bernina, Heliswiss, Helog, Helikopter-Service Triet, Heli Rezia (Ambrì (en)), Heli-TV, Trans-Héli[4]

### Militaires
- Angola Force aérienne nationale angolaise: 2 SA 315B
- Bolivie Force aérienne bolivienne : 6 SA 315B et 6 HB 315B à partir de 1975. L’Escuadrón 511 de Cochabamba disposait de deux SA.315B/HB.315B[Quand ?].
- Cameroun
- Chili
  - Force aérienne chilienne : 16 SA 315B. En 1986 la première Brigade Aérienne disposait de deux escadrilles de SA.315B Lama et la deuxième Brigade d’un groupe complet.
  - Armée de terre chilienne : 16 SA 315B. Six SA.315B [153/158] ont été livrés en 1972/1973 à l’armée chilienne, dix autres [159/168] en 1978. Trois seulement étaient encore en service en 2001.
- Maroc Groupement aérien de la gendarmerie royale
- Namibie Force aérienne namibienne : HAL Cheetah[Quand ?].
- Népal Nepalese Army Air Service : 2 HAL Cheetah et 2 HAL Lancer jusqu'en 2016. Fin 2001 l’Inde a cédé gratuitement au Népal deux HAL Cheetah. Il semble que la 11e Brigade aérienne a également utilisé des HAL Lancer.
- Pérou Force aérienne du Pérou : 8 SA 315B

## Incidents et accidents
Cette liste est non exhaustive. Les données sont parfois très parcellaires pour certains pays, ou ne sont pas disponibles, en particulier avant les années 2000. Par exemple le premier accident des Forces armées indiennes n'apparaît dans cette liste qu'en 1987, alors qu'un certain nombre d'accidents ont eu lieu avant cette date.

## Dans la culture populaire
L'appareil est visible dans les films suivants :
- 1975 : Mark of the Cop
- 1976 : Le Pont de Cassandra
- 1979 : Avec les compliments de Charlie
- 1979 : Les Bronzés font du ski, SA 315 B immatriculé le 23 février 1979 (F-GBRB)[17]
- 1980 : Le Guignolo
- 1981 : Condorman
- 1990 : Les Mille et Une Nuits
- 2000 : Les Rivières pourpres, (F-GIBK)[18]
- 2008 : À l'origine
- 2012 : Chinese Zodiac